# Referendum in Bergkarabach 2006
Ein Verfassungsreferendum wurde in der international nicht anerkannten Republik Bergkarabach am 10. Dezember 2006 abgehalten, um einen Verfassungsentwurf für das Land anzunehmen, der Bergkarabach als unabhängigen Staat definieren sollte.
Die Republik Aserbaidschan unter ihrem Staatschef İlham Əliyev verurteilte die Volksabstimmung und erklärte sie zu einem nicht verfassungsgemäßen Versuch, den Friedensprozess zu untergraben. Der Volksentscheid wurde auch von der GUAM-Gruppe unter Georgien, der Ukraine, Moldawien und Aserbaidschan verurteilt, sowie vom Europaparlament (siehe Kaviar-Diplomatie).
Die neue Verfassung von Bergkarabach wurde von 99,28 % der Wähler angenommen, bei einer Wahlbeteiligung von 87 Prozent.
Die Ko-Präsidenten der Minsk-Gruppe der OSZE, die mit der Beilegung des armenisch-aserbaidschanischen Konfliktes um Berg-Karabach beschäftigt ist, verurteilten in einer Erklärung das Referendum. Im Dokument hieß es, dass das „Referendum“ von den Behörden der sogenannten „Republik Bergkarabach“ durchgeführt wurde, welche von keinem einzigen Vertreter der internationalen Gemeinschaft, darunter den Ko-Vorsitzstaaten der Minsker Gruppe, als unabhängiger Staat anerkannt wird. Die Ko-Präsidenten glauben nicht, dass ein solches „Referendum“ zur Beilegung des Bergkarabach-Konfliktes beitragen würde. „Die Abhaltung eines solchen Referendums, der den finalen rechtlichen Status von Bergkarabach vorbestimmt, ist angesichts der laufenden Verhandlungen zwischen Aserbaidschan und Armenien, welche auf einem konstruktiven Weg sind, besonders nutzlos“, heißt es in der Erklärung.

## Ergebnis
| Option                              | Stimmen | Anteil   |
| ----------------------------------- | ------- | -------- |
| Für                                 | 77.279  | 99,28 %  |
| Gegen                               | 554     | 0,72 %   |
| Ungültige/leere Zettel              | 556     | –        |
| Gesamt                              | 78.389  | 100,00 % |
| Registrierte Wähler/Wahlbeteiligung | 90.077  | 87,02 %  |
| Quelle: Direkte Demokratie          |         |          |